# Halîci, Pidhaiți
Halîci (în ucraineană Галич) este o comună în raionul Pidhaiți, regiunea Ternopil, Ucraina, formată numai din satul de reședință.

## Demografie
Componența lingvistică a comunei Halîci
     Ucraineană (99,82%)
     Alte limbi (0,18%)
Conform recensământului din 2001, majoritatea populației comunei Halîci era vorbitoare de ucraineană (99,82%), existând în minoritate și vorbitori de alte limbi.